# Morais (ur. 1984)
Morais, właśc. Manoel Morais Amorim (ur. 17 lipca 1984 roku w Maceió) – brazylijski piłkarz występujący na pozycji ofensywnego pomocnika. Obecnie gra w EC Bahia, do którego jest wypożyczony z Corinthians Paulista.

## Kariera klubowa
Manoel Morais Amorim jako junior grał w takich zespołach jak CRB Maceió oraz CR Vasco da Gama. Pierwszy profesjonalny kontrakt w karierze podpisał w 2002 roku z Vasco da Gama. W debiutanckim sezonie nie rozegrał ani jednego ligowego spotkania, jednak w kolejnych rozgrywkach był już podstawowym zawodnikiem swojej drużyny i wystąpił w 32 meczach. Swoją pierwszą bramkę dla Vasco Brazylijczyk zdobył 26 października 2003 roku w zremisowanym 3:3 meczu przeciwko Paraná Clube. Rozgrywki w 2004 roku Morais spędził na wypożyczeniu w Athletico Paranaense. Zaliczył siedemnaście występów i sięgnął po tytuł wicemistrza kraju. Po zakończeniu sezonu brazylijski zawodnik powrócił do Vasco da Gama. W sezonie 2005 zdobył siedem, a w sezonie 2006 osiem bramek i był jednym z najskuteczniejszych strzelców w zespole. Po rozegraniu 77 ligowych spotkań Morais został wypożyczony do Corinthians Paulista i kupiony po zakończeniu wypożyczenia. Na sezon 2010 został wypożyczony do brazylijskiego EC Bahia.

## Kariera reprezentacyjna
Pierwsze powołanie do reprezentacji Brazylii Morais dostał w sierpniu 2006 roku na spotkanie z Norwegią. Następny raz w kadrze drużyny narodowej znalazł się na pojedynek z Wenezuelą w ramach Copa América 2007. W żadnym z tych meczów Morais jednak nie wystąpił i wciąż czeka na swój debiut w reprezentacji.